# Les Exploits d'Arsène Lupin
Pour les articles homonymes, voir Arsène Lupin (homonymie).
Les Exploits d’Arsène Lupin (Night Hood) est une série télévisée d'animation en coproduction France-Canada produite et dirigée par François Brisson et Pascal Morelli, dont l'histoire tourne autour du personnage de roman éponyme créé par Maurice Leblanc. Elle a été diffusée au Canada à partir du 15 août 1996 sur YTV, en France 20 février 1996 sur Canal+, et au Québec à partir du 2 juin 1997 à TQS.

## Synopsis
Dans les années 1930, les aventures d'Arsène Lupin aidé de ses amis : la journaliste Kelly Kindcaid (qui ne laisse pas Lupin insensible) et son jeune assistant Max Leblanc (possible hommage envers Maurice Leblanc) ainsi que son assistant Grognard.
Lupin étant un gentlemen cambrioleur et le héros de la série, il n'agit que dans un dessein positif et n'est donc pas opposé directement à la police, mais celle-ci voulant l'arrêter il doit se jouer d'elle ; ainsi il est souvent poursuivi par l'inspecteur Ganimard et le sergent Folenfant. Cependant Lupin possède un vrai ennemi, incarné par le riche industriel et fabricant d'arme Howard Randolph Karst, secondé par la comtesse May Hem et d'un homme de main nommée Steel (ce qui donne un côté très "james bondien" à Karst : un homme d'affaires diabolique, travaillant avec une femme fatale, et un porte-flingue aux gants de cuir).

## Distribution

### Voix françaises
- Olivier Destrez : Arsène Lupin[3]
- Jacques Ebner : Grognard
- Dorothée Jemma : Kelly Kincaid
- Thierry Bourdon : Max Leblanc
- Michel Bedetti : Howard Randolph Karst
- Maïk Darah : la comtesse May Hem
- Marc Cassot : l'inspecteur Ganimard
- Antoine Nouel : le sergent Folenfant
- Gérard Surugue : Steel

Source : Carton de doublage

## Fiche technique
Le générique et la musique de la série a été réalisée par Milan Kymlicka.

## Épisodes
1. Élémentaire, mon cher Lupin
2. L'arme moderne
3. L'affaire Von Luppo
4. 20 millions sous les mers
5. L'Empire Karst Building
6. René Les Doigts d'Or
7. L'aire des bijoux
8. Le secret du scarabée d'or
9. Un prince dans l'Orient Express
10. L'archiduc d'Austrovie
11. Mains basses sur les mines
12. Opération Iris
13. Le secret du capitaine Blade
14. Pole position pour Lupin
15. La perle de Simbad
16. 100 à l'heure
17. Quand Lupin s'en mêle
18. Lady M
19. L'étoile verte
20. La colombe de la paix
21. Le pétrole du président
22. Des bulles d'air électriques
23. Une poignée d'or
24. Le cristal d'Arkinite
25. Karst président
26. Chantage pour Lupin

Source :